# Radka Coufalová
Radka Coufalová (* 28. listopadu 1978 Ostrava) je česká divadelní herečka a muzikálová zpěvačka. Po maturitě na gymnáziu vystudovala v roce 2002 muzikálové herectví na Divadelní fakultě Janáčkovy akademie múzických umění v Brně. Od 1. června 2001 má stálé angažmá v Městském divadle Brno. Diváci MdB jí přidělili cenu Křídla pro nejpopulárnější herečku za sezonu 2006/2007. V roce 2006 získala Cenu Thálie za ztvárnění Vypravěčky v muzikálu Josef a jeho úžasný pestrobarevný plášť.
Má tři děti, které se jmenují Matyáš Vidlák, Jiří Mach  a Marek Mach. Jejím manželem je herec Jiří Mach.

## Role v Městském divadle Brno
- Amy – Charleyova teta
- Mary Poppins – Mary Poppins
- Hodl – Šumař na střeše
- Vypravěčka – Josef a jeho úžasný pestrobarevný plášť
- Eržika – Koločava
- Denisa de Flavigny – Mam'zelle Nitouche
- Sněhurka – Sněhurka a sedm trpaslíků
- Cosette – Les Misérables (Bídníci)
- Amy – Charleyova teta
- Sukie – Čarodějky z Eastwicku
- Helena – Sny svatojánských nocí
- Líza Ďulínková – My Fair Lady (ze Zelňáku)
- Kateřina – Zkrocení zlé ženy
- Fanny Briceová – Funny Girl
- Dželína – Cats
- Evita – Evita
- Sandra Bloom – Big Fish (Velká ryba)